# دارفين هام
دارفين هام (23 يوليو 1973-) هو مدرب كرة سلة أمريكي محترف ولاعب سابق وهو المدرب الرئيسي لفريق لوس أنجلوس ليكرز التابع الرابطة الوطنية لكرة السلة. لعب كرة السلة الجامعية لصالح فريق تكساس تك ريد ريدر قبل أن يلعب ثمانية مواسم في الدوري الاميركي للمحترفين من عام 1996 إلى 2005. وفاز ببطولة الدوري الاميركي للمحترفين عندما لعب مع ديترويت بيستونز في عام 2004. كما كان له خبرة دولية قصيرة في إسبانيا ولاحقًا في الفلبين ، وكذلك في دوري الرابطة الوطنية لفئة التطوير في عامي 2007 و 2008.

## المسيرة الاحترافية
لعب مع دنفر ناغتس في موسم 1996–1997، ثم لعب مع إنديانا بايسرز في سنة 1997، ثم لعب مع واشنطن ويزاردز في موسم 1997–1998، ثم لعب مع ميلووكي باكز من سنة 1999 إلى 2002، ثم لعب مع أتلانتا هوكس في موسم 2002–2003، ثم لعب مع ديترويت بيستونز من سنة 2003 إلى 2005.

## روابط خارجية
- دارفين هام على موقع إن بي أي (الإنجليزية)
- دارفين هام على موقع سبورتس رفرنس (الإنجليزية)
- دارفين هام على موقع الدوري الإسباني لكرة السلة (الإسبانية)
- دارفين هام على موقع كرة السلة الأوروبية.كوم (الإنجليزية)
- دارفين هام على موقع كلية كرة السلة في سبورتس رفرنس.كوم (الإنجليزية)
- دارفين هام على موقع ريلجم (الإنجليزية)
- دارفين هام على موقع بروبوليرز (الإنجليزية)
- دارفين هام على موقع سبورتس رفرنس (الإنجليزية)
- دارفين هام على موقع سبورتس رفرنس (الإنجليزية)
- دارفين هام على موقع سبورتس رفرنس (الإنجليزية)